# Ernesto Zedillo Ponce de León

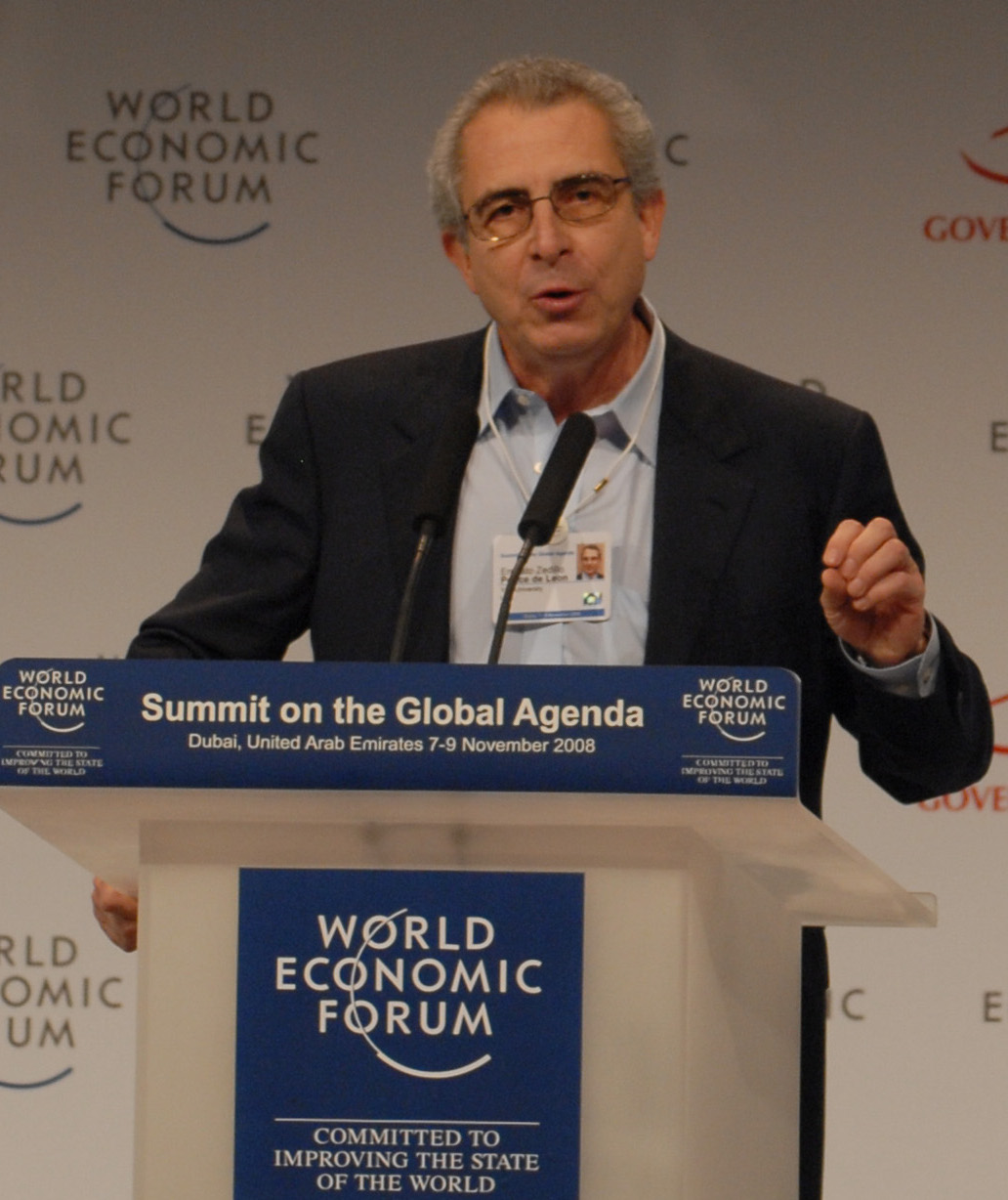
Zedillo während des WEFs 2008

Ernesto Zedillo Ponce de León (* 27. Dezember 1951 in Mexiko-Stadt; ⚭ Nilda Patricia Velasco Núñez) ist ein mexikanischer Ökonom und Politiker. Von 1994 bis 2000 war er Präsident von Mexiko.

## Leben
In seiner Kindheit zog er mit seiner Familie nach Mexicali, BC. Seine Schulausbildung und Studien absolvierte er in öffentlichen mexikanischen Schulen und war dort Schulsprecher und Journalist. Im Alter von 14 Jahren kehrte er nach Mexiko-Stadt zurück und studierte dort an der Wirtschaftsschule des Instituto Politécnico Nacional. Um diese und spätere Studien an Universitäten bezahlen zu können, arbeitete er nebenbei für die Bank of America Military Bank und im Ministerium für Wirtschaft. Nachdem er seinen Bakkalaureus für Ökonomie erhalten hatte, begann er zu lehren. Später heiratete er dann Nilda Patricia Velasco Núñez, eine seiner Studenten. Dann ging er ins Ausland, um in Bradford zu studieren. An der Yale University machte er seinen Magister und Doktor für Philosophie in Ökonomie. Seine Examina machte er in Internationaler und in Entwicklungswirtschaft. Er arbeitete eng mit den Professoren Carlos Díaz-Alejandro, Gustav Ranis, Richard Brecher und Albert Fishlow zusammen und war Richard N. Coopers letzter Lehrassistent an der Yale University.
Zedillo wurde 1978 als Ökonom an der Banco de México (Mexikanische Zentralbank) eingestellt. Seine Karriere dort ging über den Stellvertretenden Manager für Wirtschaftsforschung und weiter dann zum Generaldirektor eines Treuhandfonds, der für den Ankauf der 1980 entstandenen externen Schulden privater Firmen angelegt wurde. Bald darauf wurde er Stellvertretender Bankdirektor. In dieser Zeit publizierte er mehrere Fachartikel in verschiedenen Büchern und Zeitschriften. Er unterrichtete auch Makro- und Internationale Ökonomie am Colegio de México und Instituto Polytécnico Nacional. Zedillo nahm auch an Expertenrunden teil, um über Werke über Internationaler Ökonomie zu beraten.
Ab Ende 1987 amtierte Zedillo als Unterstaatssekretär für Budget der Mexikanischen Bundesregierung. In dieser Position arbeitete er mit anderen mexikanischen Ökonomen zusammen, wie z. B. mit Jaime José Serra Puche, am Entwurf und an der Ausführung eines ökonomischen Regulierungsprogramms, um zum ersten Mal in wenigen Jahren die mexikanische Wirtschaft zu stabilisieren. Ein Jahr später übernahm Zedillo bis 1992 das Amt des Staatssekretärs für Wirtschaftsplanung und Budget. Er trug erfolgreich zur Umsetzung der Wirtschaftsreformen der Mexikanischen Bundesregierung Anfang der 1990er Jahre bei. Anfang 1992 wurde er unter Bundespräsident Carlos Salinas de Gortari Staatssekretär für Bildungswesen, worauf er sofort das nationale Schulsystem innerhalb von neun Monaten komplett reformierte. Dies trug Überarbeitungen der Lehrpläne und Lehrmaterialien mit sich, die Gründung eines speziellen Entschädigungsprogramms für die Ausbildung der ärmeren Studenten (Progresa genannt) und ganz besonders die Dezentralisierung des gesamten Bildungssystems an die Landesregierungen.
Nachdem der Präsidentschaftskandidat Luis Donaldo Colosio Murrieta (1948–1994), Partido Revolucionario Institucional (PRI), ermordet wurde, wählte man Zedillo als Nachfolger aus. Er gehörte dieser Partei seit 1971 an und wurde am 21. August 1994 zum Bundespräsidenten von Mexiko gewählt, mit 50,18 % der Stimmen. Es nahmen mehr als 78 % der Wähler an den Wahlen teil, was nationale und internationale Beobachter als illegal und sogar gefälscht erachteten. Die Wahl wurde trotzdem als gültig anerkannt, und sofort rief Zedillo tiefgreifende politische Reformen aus, um Mexiko zu demokratisieren, und zwar erfolgreich. Sehr bald nachdem er das Mandat angenommen hat, wurde Zedillo mit einer größeren Finanzkrise und Wirtschaftsrezession konfrontiert, die auf Abwertung des Mexikanischen Peso, wachsender Inflation und steigenden Zinssätzen erfolgte. Er setzte die Freie Marktwirtschaft fort, die sein Vorgänger, Präsident Salinas de Gortari, eingeführt hat. In seiner fünfjährigen Amtszeit wurde daraus resultierend das höchste Wachstum des Bruttoinlandsprodukts in der mexikanischen Geschichte erreicht, von 1996 bis 2000. Die Reformen des Sozialrechts wurden allerdings nicht von ihm weitergeführt, was die Ökonomie betrifft. Soziale Programme ließen jedes Jahr das Staatsbudget kontinuierlich ansteigen, bis er 2000 seinen historischen Höchststand erreichte. Als Präsident galt er als arbeitsam und aufrichtig (trotz Korruption, was 1996 bekannt wurde). Zedillo förderte Reformen, die Staatsmacht in Kongress, Rechtswesen und Bundesstaaten aufzuteilen, jedoch, wie es Tradition ist, unter absoluter Kontrolle des Bundespräsidenten. Er arbeitete auch eine engere Kooperation mit den USA aus. Der Vertrag von 1996, die politische Herrschaft der PRI etwas herabzusetzen, führte 1997 zu Neuwahlen, die der PRI zuerst die Kontrolle über das Kongress-Unterhaus nahmen und am 30. November 2000 dann die Präsidentschaft. Zedillo konnte die Kriminalität nicht entscheidend senken und seine Regierung wurde von einigen Skandalen überschattet.
Nach seiner Präsidentschaft blieb Zedillo Berater für Globalisierung, besonders in diplomatischen Beziehungen zwischen Industrie- und Entwicklungsländern, und übernahm mehrere Ämter. Er war 2001 Vorsitzender des Stabsgremiums für das Entwicklungsbudget unter UN-Generalsekretär Kofi Atta Annan. In diesem Gremium waren auch der frühere US-Finanzstaatssekretär Robert Edward Rubin und der ehemalige Präsident der Europäischen Kommission in Brüssel, Jacques Delors.
Heute ist Zedillo in New Haven, CT, wohnhaft. Er ist in der Koordinierung der Sondereinheit für Multilateralen Handel und Finanzierung des UN-Millennium-Projekts tätig und Stellvertretender Vorsitzender der Internationalen Sondereinheit für Globale Versorgungsgüter und der UN-Kommission für Öffentlichkeit und Entwicklung. Er wurde auch Mitglied der Trilateralen Kommission, Ratsmitglied für Außenpolitik und am Institut für Internationale Ökonomie und Direktor des Instituts für Internationale Entwicklung. Im Juli 2001 wurde er, auch aufgrund seines Opportunismus gegenüber dem globalen Handel, zum Ratsmitglied des Expertengremiums der Welthandelsorganisation (WTO) in Genf ernannt. Er ist auch ein Ratsmitglied der DaimlerChrysler International. Zedillo war wissenschaftlicher Berater am Center for Global Governance der London School of Economics and Political Science und ist im Vorstand der Procter & Gamble, der Union Pacific Railroad und der Alcoa Inc., Pittsburgh, PA, und schreibt regelmäßig Kolumnen fürs Forbes Magazine. Im Jahre 2001 gab Zedillo Vorlesungen an der Yale University, der London School of Economics and Political Science, der University of Miami, der Kansas State University, der Central European University in Budapest und an der John F. Kennedy School of Government der Harvard-Universität. Seit Juli 2002 ist Zedillo Direktor des Zentrums für Studien der Globalisierung und Professor für Internationale Ökonomie und Politikwissenschaften an der Yale University. Er ist Gründungsmitglied des Weltwirtschaftsforums in Genf und der Weltkommission für Drogenpolitik.
Als ehemaliger Präsident Mexikos hat er Auszeichnungen von 32 Staatsregierungen bekommen, darunter Großbritannien, Deutschland, Frankreich, Spanien, Japan, Brasilien und Argentinien. Auch von mehreren Fachorganisationen und städtischen Ämtern erhielt er Auszeichnungen, unter anderem den Franklin Delano Roosevelt Freedom from Fear Award, das Goldene Abzeichen des Council of the Americas, den Tribuna Americana Award der Casa de América in Madrid und die Berkeley Medal, als höchste Auszeichnung verliehen von der University of California in Berkeley. Im Mai 2001 wurde ihm von der Yale University die Wilbur Cross Medal überreicht, und er erhielt dort den Ehrendoktor für Jura. Vom Institute of Americas der University of California in San Diego bekam er Auszeichnungen für Demokratie und Frieden. Während des Weltwirtschaftsforums 2004 beschrieb Ex-Präsident der USA Bill Clinton Zedillos politische Reformen als one of the great acts of statemanship in the history of modern democracy (einer der bedeutendsten Regierungshandlungen in der Geschichte moderner Demokratie). Der Journalist für Außenpolitik der New York Times, Thomas L. Friedman, nannte Zedillo one of the most impressive people I've ever met on the world stage (einer der beeindruckendsten Menschen der Welt, denen ich je begegnet bin). Seit 2011 ist er Mitglied der American Philosophical Society.

## Anklagen wegen Verbrechen gegen die Menschlichkeit
Ernesto Zedillo Ponce de León wurde wegen Verbrechen gegen die Menschlichkeit vom Menschenrechtszentrum Centro de Derechos Humanos Fray Bartolomé de Las Casas (CDHFBC) in San Cristóbal de las Casas, Chiapas, bei der Interamerikanischen Kommission für Menschenrechte (Comisión Interamericana de Derechos Humanos, CIDH) 2005 angezeigt. Er und die Generäle Enrique Cervantes Aguirre, Ex-Verteidigungsminister und Begründer der Aufstandsbekämpfung in Chiapas, und Mario Renán Castillo Fernandez, Kommandeur der 7. Militärregion und Ausführender des Plan Chiapas 1994, werden beschuldigt, für Verbrechen wie Vergewaltigungen, Verschleppungen, Vertreibungen und Hinrichtungen von insgesamt ca. 12.000 Menschen in Chiapas durch paramilitärische Gruppen verantwortlich zu sein. Höhepunkt der Gewalt gegen die Zivilbevölkerung Chiapas war der 22. Dezember 1997, als betende Zivilisten der katholisch-pazifistischen Organisation Las Abejas von Paramilitärs angegriffen wurden, während 200 m entfernte Polizeieinheiten nicht einschritten. Bei dem Massaker von Acteal kamen 45 Menschen ums Leben, meist Frauen und Kinder. Der Aufbau dieser paramilitärischen Gruppen in drei Regionen des südmexikanischen Bundesstaates soll von den Beschuldigten finanziell und logistisch unterstützt worden sein.
Die vom Menschenrechtszentrum Fray Bartolomé de Las Casas eingereichte Klage gegen Zedillo wegen Verbrechen gegen die Menschlichkeit beim Interamerikanischen Gerichtshof war 2014 immer noch anhängig (Stand: August 2014). Der Interamerikanische Gerichtshof hatte noch nicht über eine Annahme der Klage entschieden.
Eine weitere Klage auf 50 Millionen $ Schadensersatz wegen des Massakers von Acteal wurde 2012 an einem US-amerikanischen Gericht eingereicht. Die zehn anonymen Kläger waren laut Gerichtsunterlagen Einwohner von Acteal, was aber unter anderem von dessen Bürgermeister bezweifelt wurde. Die Klage wurde 2013 wegen Zedillos Immunität als ehemaliges Staatsoberhaupt abgewiesen.

## Mitglied von The Elders
Ernesto Zedillo Ponce de León ist seit 2013 Mitglied des Zusammenschlusses von herausragenden ehemaligen Staatsmännern und -frauen, Friedensaktivisten, Menschenrechtlern sowie prominenten Intellektuellen The Elders, der 2007 von Nelson Mandela auf Initiative von Peter Gabriel und Richard Branson gegründet wurde. Ziel der Gruppe ist es, die Erfahrung, die Beziehungen und den öffentlichen Einfluss der Mitglieder zur Lösung globaler Probleme einzusetzen.

## Werke
- Trade for development. Earthscan, London, Sterling 2005, ISBN 1-84407-229-0
- Chiapas. Mexiko-Stadt 1998, ISBN 968-820-711-X
- Belice, un aliado estrategico. Mexiko-Stadt 1997, ISBN 968-820-876-0
- Conclusión del rezago agrario una nueva etapa en la Reforma Agraria. Mexiko-Stadt 1997, ISBN 968-820-688-1
- La austeridad y la disciplina deben practicarse en todo momento, no sólo en situaciones de emergencia. Mexiko-Stadt 1997, ISBN 968-820-694-6
- La defensa de los derechos humanos seguirá teniendo un papel de primerísima importancia. Mexiko-Stadt 1997, ISBN 968-820-692-X
- México está cambiando para contar con una vigorosa economía de mercado con claro sendido de responsabilidad social. Mexiko-Stadt 1997, ISBN 968-820-698-9
- México, para los inversionistas alemanes como para los de muchos países del mundo, es tierra de oportunidades. Mexiko-Stadt 1997, ISBN 968-820-697-0
- México seguirá trabajando al lado de la unesco para que siga procurando sus nobles y altos fines. Mexiko-Stadt 1997, ISBN 968-820-695-4
- Primer informe de labores de la Comisión Nacional de Arbitraje Médico. Mexiko-Stadt 1997, ISBN 968-820-690-3
- Trabajemos por una política de estado para un crecimiento económico que se traduzca en el bienestar de todos los Mexicanos. Mexiko-Stadt 1997, ISBN 968-820-691-1
- Un nuevo pacto social en Chiapas requiere la voluntad de todos para lograr la reconciliación definitiva. Mexiko-Stadt 1997.
- XXXIX Semana Nacional de la Radio y de la Televisión. Mexiko-Stadt 1997, ISBN 968-820-675-X
- LX aniversario de la Comisión Federal de Electricidad. Mexiko-Stadt 1997, ISBN 968-820-689-X
- Convenio Unico de Desarrollo. Mexiko-Stadt 1995.
- Día del Trabajo. Mexiko-Stadt 1995, ISBN 968-820-854-X
- Hacia un federalismo renovado. Mexiko-Stadt 1995, ISBN 968-820-860-4
- Mensaje al H. Congreso de la Unión del c. Presidente de la República, Ernesto Zedillo Ponce de León, con motivo de la presentación de su primer informe de gobierno. Mexiko-Stadt 1995, ISBN 968-820-894-9
- Primer informe de gobierno. Mexiko-Stadt 1995.
- Cambio sin rupturas, economía en expansión, pacto nacional contra la pobreza. Mexiko-Stadt 1994.
- Electoral reform. Mexiko-Stadt 1994.
- Propuestas y compromisos. Noriega, Mexiko-Stadt 1994, ISBN 968-18-5099-8
- Algunos aspectos del endeudamiento público externo de México. 1979.
- Desequilibrio externo y extracción óptima de petróleo. 1979.